# Ronaldo Aparecido Rodrigues
|  | «Naldo» redirigeix aquí. Vegeu-ne altres significats a «Edinaldo Pereira da Silva». |

Ronaldo Aparecido Rodrigues (nascut el 10 de setembre de 1982), més conegut com a Naldo, és un futbolista brasiler que actualment juga de defensa central pel VfL Wolfsburg de la lliga alemanya de futbol.